# تاريخ الطب
تتميز جميع المجتمعات البشرية بأن لديها معتقدات طبية تقدم تفسيرات لظواهر مثل الولادة والموت والمرض. وعلى مر التاريخ، ظل المرض يُعزى إلى أسباب متعلقة بـالسحر أو الشياطين أو تأثير النجوم أو إرادة الآلهة. ولا تزال هذه الأفكار تحتفظ بجزء من تأثيرها حيث لا تزال تستخدم الرقية وقصد المزارات في بعض الأماكن، رغم أن رواج الطب العلمي على مدار الألف عام الماضية غيّر أو حل محل التصوف في معظم الأحيان.
وكان لدى المصريين القدماء نظام طبي على درجة عالية من التقدم في حينها أثر في العلوم الطبية اللاحقة. وابتكر كل من المصريين والبابليين مفاهيم التشخيص والتكهن والفحص السريري. ولا يزال الأطباء إلى يومنا هذا ملتزمين بـقسم أبقراط الطبي الذي كتب في اليونان في القرن الخامس قبل الميلاد. وفي القرون الوسطى، تحسنت الممارسات الجراحية الموروثة عن أساتذتهم القدامى ثم نظّمت وفق منهجية وضعها روجيرز في كتابه ممارسة الجراحة (The Practice of Surgery). وفي أثناء عصر النهضة، تحسن فهم علم التشريح وكان لاختراع المجهر الفضل في تبلور نظرية جرثومية المرض فيما بعد. وكانت لهذه التطورات إلى جانب تطورات الكيمياء وعلم الوراثة وتكنولوجيا المختبرات (مثل الأشعة السينية) الفضل في نشأة الطب الحديث.

## مصر
أنتجت الحضارة المصرية القديمة علماً طبياً غزيراً ومتنوعاً ومثمراً. يصف المؤرخ اليوناني هيرودوت المصريين بأنهم “الأصح في العالم، بالإضافة إلى الليبيين”، وذلك بسبب المناخ الجاف والنظام الصحي العام لديهم. ويضيف هيرودوت أن ممارسة الطب كانت متخصصة لدرجة أن كل طبيب مسؤول عن علاج مرض واحد لا أكثر. ومع أن الطب المصري كان يتعامل مع خوارق الطبيعة، إلا أنه في النهاية طور ممارسة عملية في مجالات التشريح والصحة العامة والتشخيص السريري.

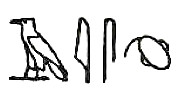
بردية ادوين سميث

تعود بعض المعلومات الطبية في بردية إدوين سميث إلى زمن قديم “3000 قبل الميلاد”. وأقدم عملية جراحية وصلتنا أخبارها كانت في 2750 قبل الميلاد تقريباً. يعتقد أحياناً أن الفضل في تأسيس الطب المصري القديم يعود إلى امحوتب من الأسرة الثالثة، وأنه المؤلف الحقيقي لبردية إدوين سميث التي فصلت العلاج والأمراض والملاحظات التشريحية. وتعتبر هذه البردية التي كتبت في 1600 قبل الميلاد نسخة من كتب متعددة أقدم منها. فهي عبارة عن كتاب تعليمي عن الجراحة، وتتميز بخلوها تقريباً من المعتقدات السحرية، ووصفها لأدق تفاصيل الفحص السريري والتشخيص والعلاج والتوقع الطبي للعديد من الأمراض.
تعالج برديات الكاهون لطب النساء والولادة شكاوى الأمراض النسائية، بما في ذلك مشاكل الحمل. فهي عبارة عن ثلاث وأربعون حالة٫ بتفاصيل التشخيص والشفاء، بعضهن كان شفائهن جزئياً. وتعتبر أقدم مخطوطة طبية موجودة الآن، حيث تعود إلى 1800 قبل الميلاد.
أقدم طبيب معروف لدينا هو حسي رع “كبير الأطباء وأطباء الأسنان” عند الملك زوسر في القرن السابع والعشرين قبل الميلاد.

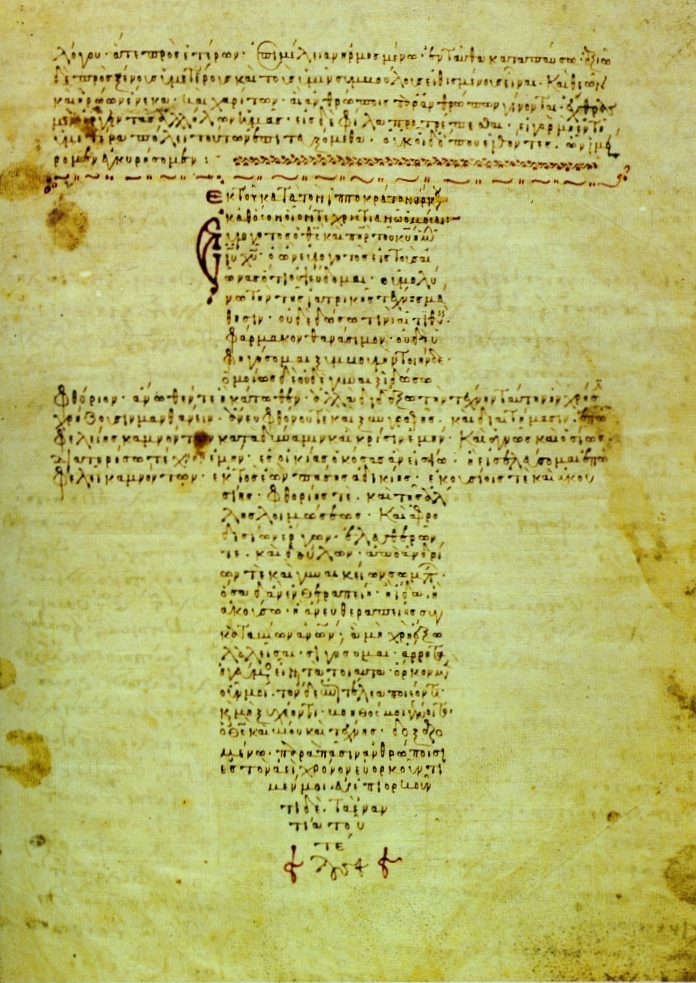
مجموعة أبقراط (Hippocratic Corpus) هي مجموعة تبلغ نحو سبعين من الأعمال الطبية الأولى التي كتبت منذ اليونان القديمة وترتبط ارتباطًا وثيقًا بالطبيب اليوناني القديم أبقراط وتعاليمه في مجال الطب.

## الطب ماقبل التاريخ
في الطب ما قبل التاريخ على الرغم من أن ليس هناك أي سجل لتحديد متى كانت النباتات الأولى المستخدمة لأغراض طبية (أعشاب طبية)، استخدام النباتات كشفاء وكلاء، فضلا عن النوادي والتربة القديمة. على مر الزمن من خلال مضاهاة سلوك الحيوانات قاعدة المعارف طبية المتقدمة ويتم تمريرها بين الأجيال. كالثقافة القبلية متخصصة محددة الطبقات، الشامان والصيدلاني قاما بدور المعالج. طب المعروفة الأولى يعود إلى حوالي 7000 قبل الميلاد في بلوشستان، التي تستخدم فيها أطباء الأسنان العصر الحجري الحديث مقلوب فلينت التدريبات وأوتار.
```
أول عملية معروفة تريبانينج أجرى حوالي 5,000 قبل الميلاد في انسيشيم، فرنسا.
[
10
]
 أقرب الجراحة المعروفة، بتر الأطراف وأجرى حوالي 4,900 قبل الميلاد في بوثيرس-بولانكورت، فرنسا.
[
11
]
```

## أوائل الحضارات
مصر القديمة طورت تقليد طبية الكبيرة والمتنوعة ومثمرة. ووصف هيرودوت المصريين ك «أصح من جميع الرجال، إلى جانب الليبيين»،  بسبب المناخ الجاف ونظام الصحة العامة الملحوظة التي يمتلكها. ووفقا له، «ممارسة الطب حتى المتخصصة فيما بينها أن كل طبيب هو الشافي مرض واحد ولا أكثر.» على الرغم من أن الطب المصري، إلى حد جيد، التعامل مع خارق،  ووضعت في نهاية المطاف استخدام عملي في ميادين التشريح، والصحة العامة، والتشخيص السريري.
ربما تاريخ المعلومات الطبية في «بردية سميث إدوين» إلى وقت أقرب 3000 قبل الميلاد. إمحوتب في سلالة الثالثة دائنا في بعض الأحيان مع مؤسس الطب المصري القديم ويجري ويجري المؤلف الأصلي من «ورق البردي إدوين سميث»، يفصل علاجات وأمراض والملاحظات التشريحية. يعتبر «ورق البردي إدوين سميث» على نسخة من عدة في وقت سابق يعمل وكتب جيم 1600 قبل الميلاد. هو كتاب قديم في الجراحة تماما تقريبا خالية من التفكير السحري، ويصف بالتفصيل رائعة الفحص، التشخيص والعلاج، وتشخيص لأمراض عديدة.
كان ورق البردي أمراض النساء  يعالج مشاكل النساء، بما في ذلك المشاكل المتعلقة بالحمل. الحالات أربعة وثلاثين تفاصيل التشخيص

## بابل
أقدم النصوص البابلية في تاريخ الطب تعود إلى الفترة البابلية القديمة في النصف الأول من الألفية الثانية قبل الميلاد. النص البابلي الطبي الأكثر شمولاً، على اية حال «الدليل التشخيصي» كتبه ummânū، أو كبير الباحثين، اساجيل-كين-أبلى من بورسيبا،  خلال عهد الملك البابلي أداد-رابطة-إيدينا (1069-1046 قبل الميلاد).

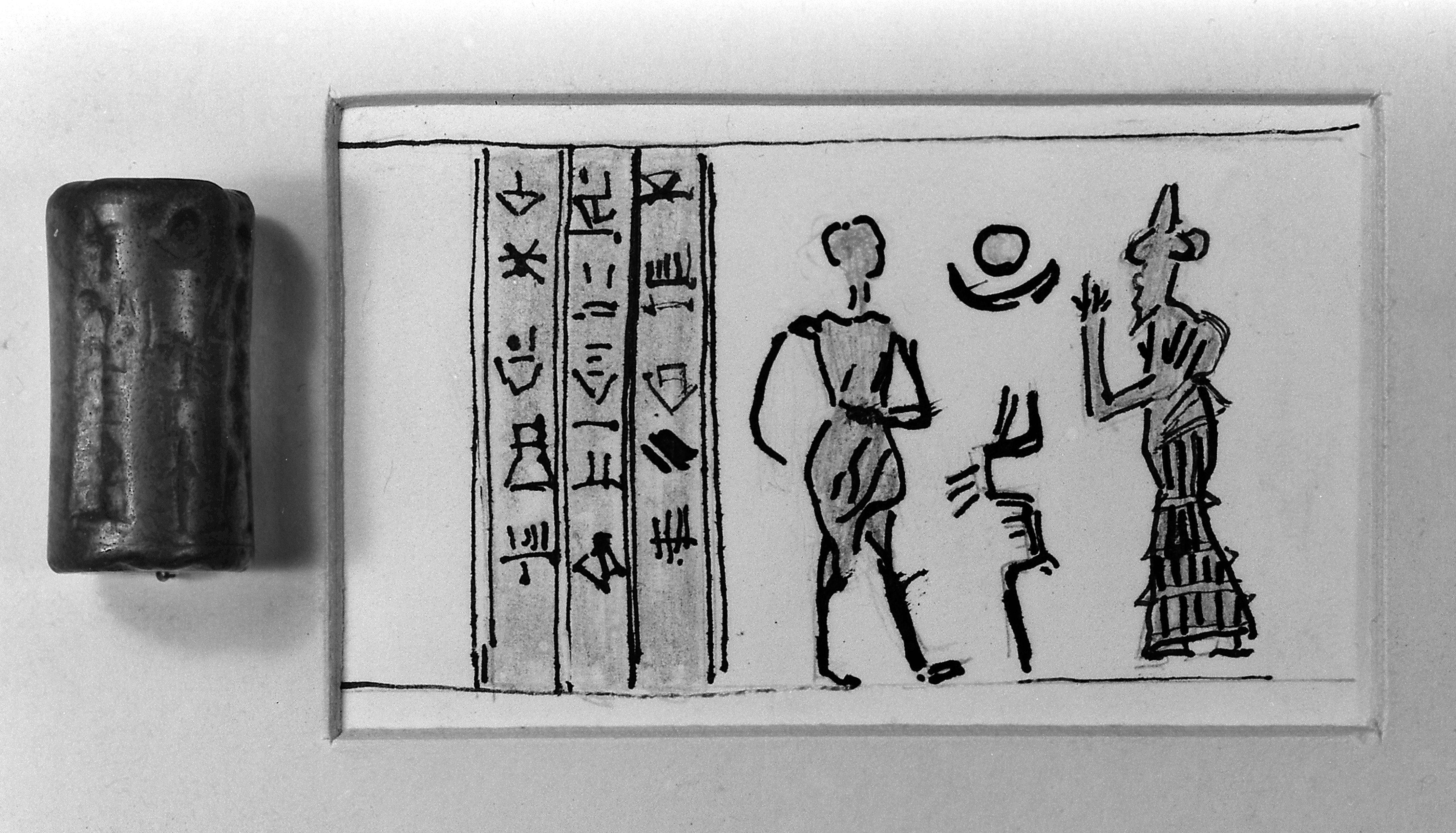
التوقيع الطبي البابلي ويظهر نيركال اله الوباء وعصاه

جنبا إلى جنب مع المصريين والبابليين اتقنوا ممارسة التشخيص والتكهن، والفحص البدني، والنتائج. وبالإضافة إلى ذلك، عرفوا «الدليل التشخيصي» طرق العلاج والسبب. النص يحتوي على قائمة من الأعراض الطبية وملاحظات تجريبية مفصلة غالباً جنبا إلى جنب مع القواعد المنطقية المستخدمة في الجمع بين الأعراض الملاحظة على جسم المريض مع التشخيص والنتيجة.
دليل التشخيص يستند إلى مجموعة منطقية من البديهيات والافتراضات، بما في ذلك الرأي الحديث من خلال الفحص والتفتيش من أعراض المريض، أنه من الممكن تحديد المرض للمريض وقضيتها ومستقبل المرض وفرص الشفاء للمريض. الأعراض والأمراض للمريض عولجت من خلال وسائل علاجية مثل الضمادات والأعشاب والكريمات.
وكان هناك القليل من التنمية بعد حقبة القرون الوسطى. أخذت الأطروحات الأوروبية الرئيسية في الطب 200 سنة للوصول إلى الشرق الأوسط، حيث الحكام المحليين قد استشارة الأطباء الغربية للحصول على أحدث العلاجات. الأعمال الطبية في العربية والتركية والفارسية في وقت متأخر 1800 تستند إلى الطب الإسلامي في العصور الوسطى.

## الهند
```
كتاب اثرفيفيدا، نص مقدس باللغة الهندوسية التي يرجع تاريخها إلى اوائل العصر الحديدى، تعتبر المصدر الطبي الاقدم. كما ستتضمن في Atharvaveda وصفات الاعشاب امراض مختلفة. استخدام الاعشاب لعلاج الامراض في وقت لاحق شكل جزءا كبيرا من ايورفيدا.
```

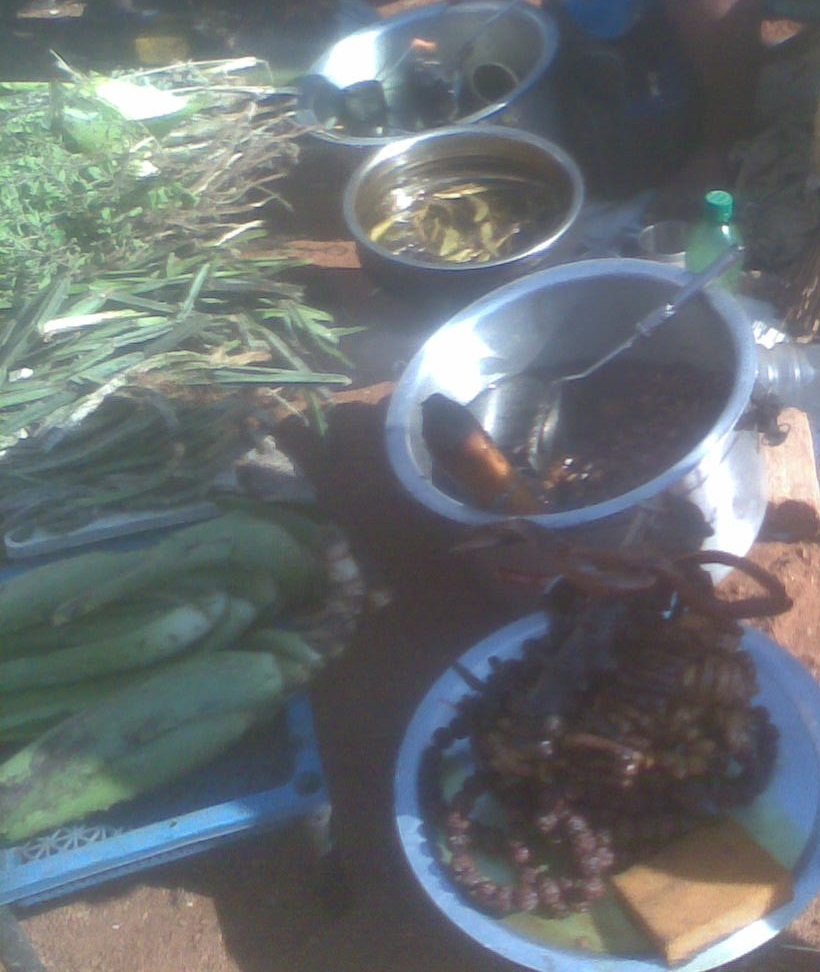
وصفات طبية من الايورفيدا

أيورفيدا ويعنى «معرفة كاملة لاطالة مدى الحياة» هو نظام طبى اخر في الهند. من أشهر النصوص ينتمي كلاهما إلى مدارس السوشورتا وتشاراكا، اقرب الايورفيدا بنيت على تجميع علاج بالاعشاب وعلم وصف الامراض ودراستها تعود إلى حوالى 600 قبل الميلاد فصاعدا، من بينهم طوائف بوذا وغيرها.
ووفقا خلاصة تشاراكا، تلغي وجودالصحة والمرض وان يكون الجهد البشرى هوالذى يطيل الحياة. خلاصة السوشورتا، تعرف الغرض من الادوية لعلاج الامراض والوقاية الصحية، واطالة امد الحياة. كل هذه الخلاصات القديمة تتضمن تفاصيل الفحص والتشخيص والعلاج ونتيجة المرض لامراض عديدة. من الملاحظ Suśrutasamhitā تصف الاجراءات الجراحية المختلفة، بما في ذلك عملية تجميل الانف واصلاح صماخ الاذن وازالة الحصى، كاتاراكت، والختان وغيرها من العمليات الجراحية. المدهش في السوشورتا الميل إلى التصنيف العلمى: يتكون من 184 فصلا، 1120 حالة مرضية، بما في ذلك الاصابات والامراض المتصلة بالشيخوخة والامراض العقلية. ان تصف 125اداة جراحية 300عملية جراحية، وتصنيف الجراحة لثمان أنواع.
يذكر الايورفيدى الكلاسيكية ثمانية فروع الطب: kāyācikitsā للطب الداخلى (śalyacikitsā (الجراحة، بما في ذلك بنية śālākyacikitsā (العين والاذن والانف والحنجرة وامراض kaumārabhṛtya لطب الأطفال والولادة والنسائية), (bhūtavidyā (الطب النفسي والعقليtantra agadaعلاج التسمم واللدغات rasāyana ((علم إعادة الشباب) vājīkaraṇa (الخصوبة والجنس. وإلى جانب هذه، ومن المفروض على الطالب من معرفة عشرة فنون التي لا غنى عنها في اعداد وتطبيق من الادوية: والتقطير، ومهارات الطبخ والجراحة والبستنة والتعدين وتصنيع السكر والصيدلة وتحليل وفصل المعادن والفلزات، واعداد القلويات. الطول العادى لتدريب الطلاب على ما يبدو سبع سنوات. ولكن الطبيب يقوم بمواصلة التعلم.
كشكل بديل الطب في الهند، الطب اليوناني كان له جذور ورعاية ملكية خلال العصور الوسطى. خلال فترات السلطنة المغولية الهندية. قريبة جدا من مبادئ ايورفيدا. كليهما يستند إلى نظرية وجود العناصر (فانها تعتبر النار الماء والارض والهواء) في جسم الإنسان. ووفقا اتباع لهذا الطب هذه العناصر موجودة في مختلف السوائل واختلال الاتزان يؤدى إلى اختلال الصحة ويؤدى إلى المرض.
في القرن الثامن عشر الميلادى ظلت الحكمة الطبية السنسكريتية مازالت تمارس. الحكام المسلمين شيدوا من المستشفيات في 1595 في حيدر اباد في دلهى (1719 وقاموابالعديد من التعليقات على النصوص القديمة.

## الصين
الصين جمعت كثير من الطب الشعبي
معظمها مبنية على تجاربهم وملاحظاتهم قام بها اطباء طاويون وهي بالتالي بحثهم عن نقاط الانسجام البشري مع الكون
أهم مرجع طبي مؤسس للطب الصيني التقليدي يعود تاريخ تاليفه ما بين القرن الخامس إلى الثالث ق.م
واسم المرجع Huangdi neijing ومعناه المخطوط المقدس الخاص للإمبراطور الاصفر
في القرن الثاني ب.م خلال عهد اسرة هان قام شانغ شونغ جين بكتابة مرجع عن استطبابات اصابات الثلج
وتشير إلى المرجع المذكور للإمبراطور الاصفر

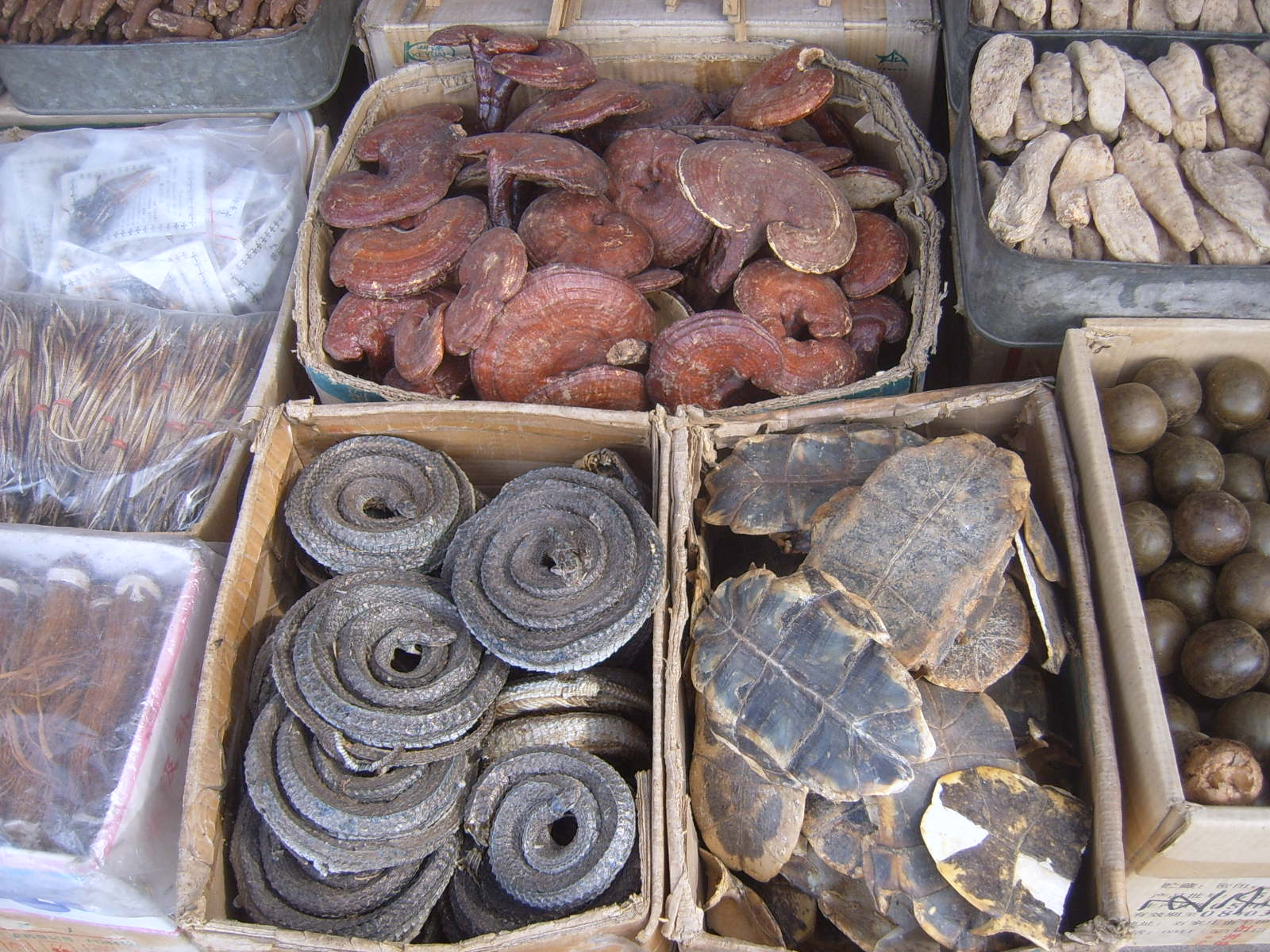
من مقاطعة جيان مواد الطب الشعبي فطر وغشاء سلحفاة وجنسنغ وافاعي مجففة

الطبيب هوانغفو مي من عهد اسرة جين والمتبني للإبر الصينية واساليب حرق عشبة الشيح أيضا يقتبس من المرجع القديم في عهد اسرة تانغ اضيف إلى المرجع القديم وتمت مراجعته واصبحت التعاليم الحالية المعروفة للطب الصيني
هذا الاسلوب الطبي الذي يشتمل العلاج بالإبر والاعشاب والتدليك تمت ممارسته لالاف السنين
في القرن ال18 عهد اسرة تشينغ انتشرت الكتب الشعبية والموسوعات الاستطبابية ورغم وجود البعثات الاوربية الا ان الاطباء الصينيون اهملوها
في القرن ال19 دخل الطب الغربي عن طريق الحملات التبشيرية المسيحية ولقد تاسست كلية الطب بهونغ كونغ بواسطة جمعية مسيحية إنجليزية وتخرج منها سون يات سين وهو من قاد الثورة الصينية لعام 1911
وبسبب التقاليد الصينية بعدم الاختلاط قام المسيحيون أيضا بارسال طبيبات اجنبيات لتاسيس كلية للطب النسائي باسم كلية هاكت سنة 1902 في كوانزو

## اليونان والامبراطورية الرومانية
يقول هوميروس في الإلياذة ان أبناء اسكيليبوس قاموا بتضميد الجرحى ووصف التضميد كان هذا في 800 ق.م وبمرور الوقت اضحى اسكيلبوس اله الشفاء عند الإغريق

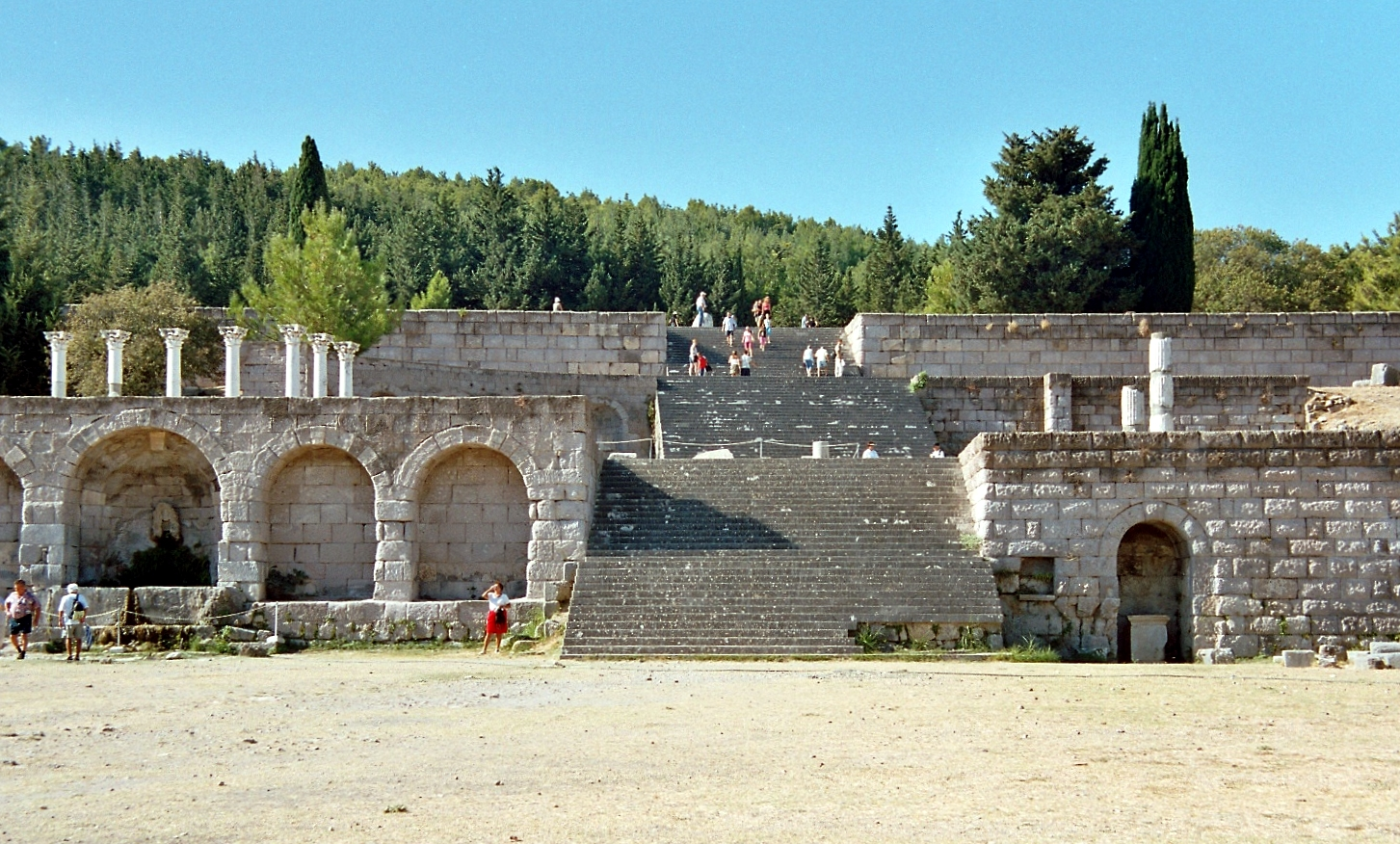
معبد كوس الاستشفائي

هناك معابد خاصة باله الشفاء اعتبرت كمراكز للاستشفاء حيث يدخل الراقد إلى حالة من التخدير باستعمال اعشاب مخدرة وفي معبد من هذه في ابيداروس اليونانية وجدت قطع من الرخام تصف الخدمات الصحية المقدمة ل70 مريضا وهذه تعود تاريخها ل350 ق.م وتصف عمليات إخراج الجسم الغريب وعلاج خراجات بطنية
الكاميون من كروتون
في مابين 500 و450 ق.م كتب عن الطب واقترح وجود قنوات تصل بين المخ والحواس وقدشرح احدها العصب البصري بعد التشريح

### ابقراط
برج طبي شامخ في الطب هو ابقراط من كووس 460- 370 ق.م يعتبر أبو الطب الحديث
النصوص الابقراطية التي هي 70 مجموعة هي من ابرز المراجع الاغريقية الطبية الخاصة به وبطلبته
من المهم ان نذكر انه ابتكر نظام اليمين الطبي (قسم ابقراط) الباقية ليومنا هذا
تمكن ابقراط وطلبته من وصف عدة حالات وعلل طبية أول وصف لتضخم الاصابع وتشخيصات هامة في مرض الرئة المزمن وسرطان الرئة
مرض القلب الزراقي
لهذا يصفون الاصابع المتضخمة باصابع ابقراط
ايضاوصف سحنة ابقراط للمرضى المشرفين على الموت
بدا بتقسيم المراحل المرضية للمزمن والحاد والوباء والمتوطن والتدهور والانتكاس الازمة والانتياب والقمة والنقاهة
أيضا لو وصف دقيق للخراجات الرئوية وكان مميزا في امراض الرئة والجراحة الصدرية هناك تقنيات ونظريات مازال الطب يدين له بها في الطب التكميلي والبيئي
كاخذ التاريخ الطبي الكامل والعوامل البيئية كالماكولات التي اخذها المريض والاشياء التي تعرض لها التي لها علاقة بمرضه

### هيروفيلوس واستراتوس
طبيبان عظيمان من علماء الإسكندرية وضعا اسس الدراسة العلمية للتشريح والفسلجة هيروفيلوس من خلقيدون وإيراسيستراتوس من كيوس
جراحين اخرين من فريق الإسكندرية لهم الفضل في الارقاء وازالة حصى المجاري البولية والبواسير وعمليات العين والعمليات التجميلية ومعالجة الخلع والكسور وثقب القصبة الهوائية واستعمل عشبة الماندريك كمخدر

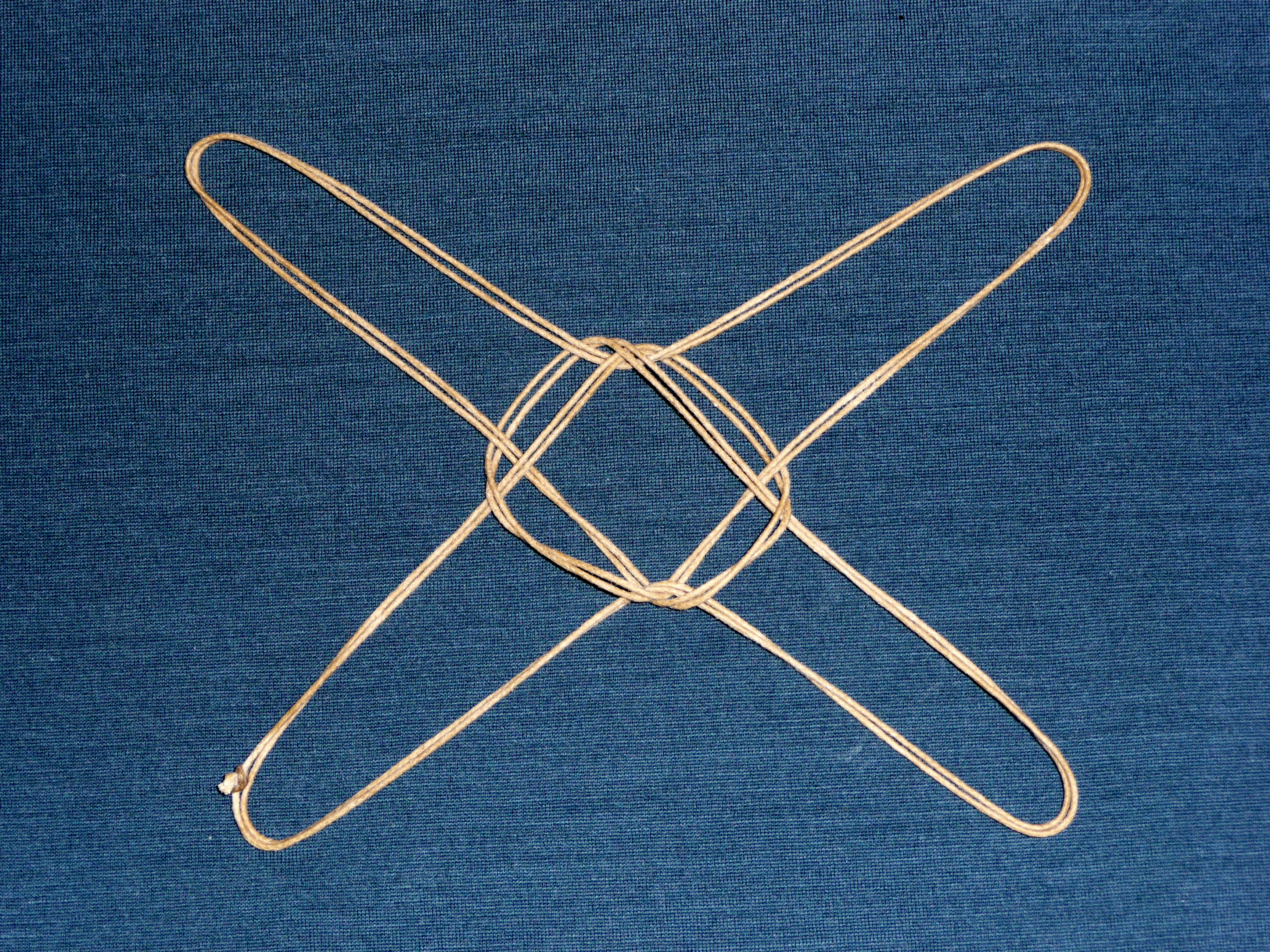
رباط الفك من افكار الطبيب هراكليس

بعض مانعرفه اتى بفضل سلزوس وجالينوس من بركاموم
هيدروفيلوس من خلقدون والذي عمل كمعيد في كلية الإسكندرية الطبية حدد موقع الذكاء في الدماغ وربط الجهاز العصبي للحركة والحواس وميز بين الاوردة والشرايين وبحث هو مع زميله اراستراتوس من كيوس عن دور الاوردة والاعصاب وتتبعوا مساراتها
بينما يقول استراتوس في الفسلجة ان الهواء يدخل ثم يخرج من الرئتين إلى القلب ثم يتحول إلى روح فعالة تتوزع بواسطة الشرايين وبعض هذه الروح تدخل المخ ثم تتحول إلى روح متحركة تتوزع عبر الاعصاب 

### جالينوس
جالينوس اليوناني (129-216 ق.م) كان واحدا من اعظم الاطباء في العالم القديم كان يدرس ويسافر في بلاد روما القديمة
شرح الحيوانات ليتعلم عن الاجسام واقام جراحات صعبة طبيا بضمنها جراحة المخ والعين والتي لم يجرئوا على القيام بها لالفي عام لكن جالينوس كان ماهرا لهذه الدرجة
في كتابه فنون الطبوصف الاضطرابات العقلية بسبب وجود خلط في سوائل الجسم
افكاره وكتبه سيطرت لغاية العصور الوسطى
لكن مايعاب انه لم يشرح انسانا قط

### المساهمات الرومانية
الرومان ابتكروا عدة ادوات جراحية من ضمنها التي تخص النساء بالإضافة إلى استعمال المشارط والكاويات والملاقط والخيوط الجراحية والمقصات الجراحية والانابيب المطاطية والموسعات وقاموا بجراحات الساد (ازالة العدسة التي تسبب التعتيم)
طبيب الجيش الروماني ديسقوريدوس (40-90 ق.م)كان صيدلانيا ونباتيا اغريقيا ذكر في كتابه المواد الطبية 600 عشبة علاجية وظل هذا الكتاب 1500 عام كمرجع دوائي
عارض الرومان في فترة من الفترات التطبب عند الاطباء الإغريق لكن الوضع استمر باستقدام الاطباء الاجانب

## طب القرون الوسطى 400-1400 م

### طب البيزنطيين
الطب عند البيزنطيين تتمثل بالفترة بين (400 م-1453م) وتاثرت بمن سبقها وقدمت هي والحضارة الإسلامية ممهدات النهضة العلمية الغربية
كتب بول من ايجينيا الكتب الطبية السبعة في القرن السابع وعاش كمرجع ل800 عام
القسطنطينية كانت أهم مركز طبي علمي خدمتها الجغرافية

### طب الحضارة الإسلامية

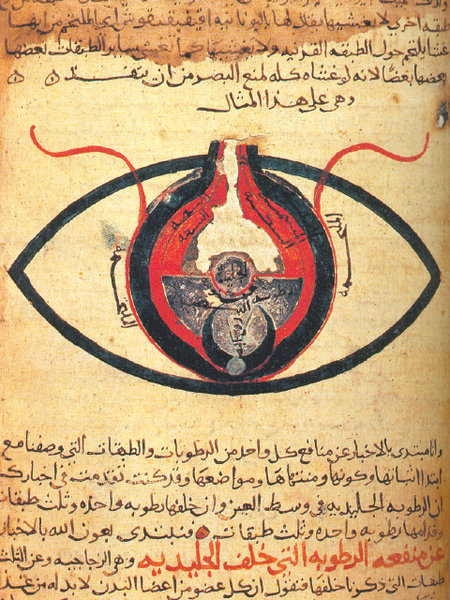
تشريح العين لأول مرة في التاريخ لحنين بن إسحق في القرن التاسع الميلادي

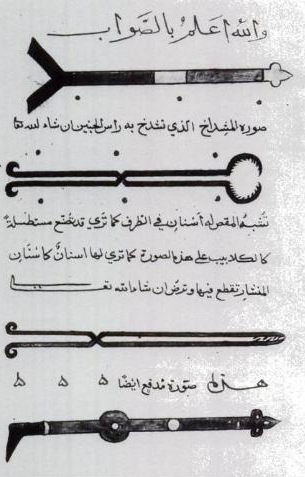
إختراع لأدوات الجراحية لأول مرة في التاريخ من طرف الزهراوي في القرن الحادي عشر الميلادي

الحضارة الإسلامية بلغت المرتبة الأولى طبيا بمساهمة اطبائها في التشريح والعينيات والصيدلة والعقاقيروالفسلجة والجراحة
وقد تاثروا بمن سبقهم من الهنود والإغريق والرومان والبيزنطيين وطوروا واضافوا
جالينوس وابقراط كانا أهم من تاثروا بهم
فترجمة 129 كتابا لجالينوس للعربية بواسطة النسطوري حنين بن اسحق ومساعديه
وبينما كانت أوروبا في عصورها المظلمة فلقد توسع الإسلام في غرب اسيا ومرت بفترتها الذهبية وأشهر اطبائه الرازي وابن سينا كتبا أكثر من 40 مؤلفا عن الصحة والطب

## وصلات خارجية
- "History of Medicine". الموسوعة الكاثوليكية. نيويورك: شركة روبرت أبيلتون. 1913.
- "Anatomy". الموسوعة الكاثوليكية. نيويورك: شركة روبرت أبيلتون. 1913.